# Empedrado (Corrientes)
Empedrado é um cidade da Argentina, localizada na província de Corrientes. É a capital do departamento de Empedrado.